# Jo Inge Berget
Jo Inge Berget (Hadeland, 11 settembre 1990) è un calciatore norvegese, centrocampista o attaccante del Sarpsborg 08.

## Caratteristiche tecniche
Berget è un calciatore rapido e tecnico, ai tempi del Lyn Oslo è stato soprannominato Torres, per la somiglianza estetica e nello stile di gioco con Fernando Torres. Può giocare sia da centrocampista che da attaccante: nel reparto offensivo è in grado di essere schierato d'attaccante esterno e anche da prima punta.

## Carriera

### Club

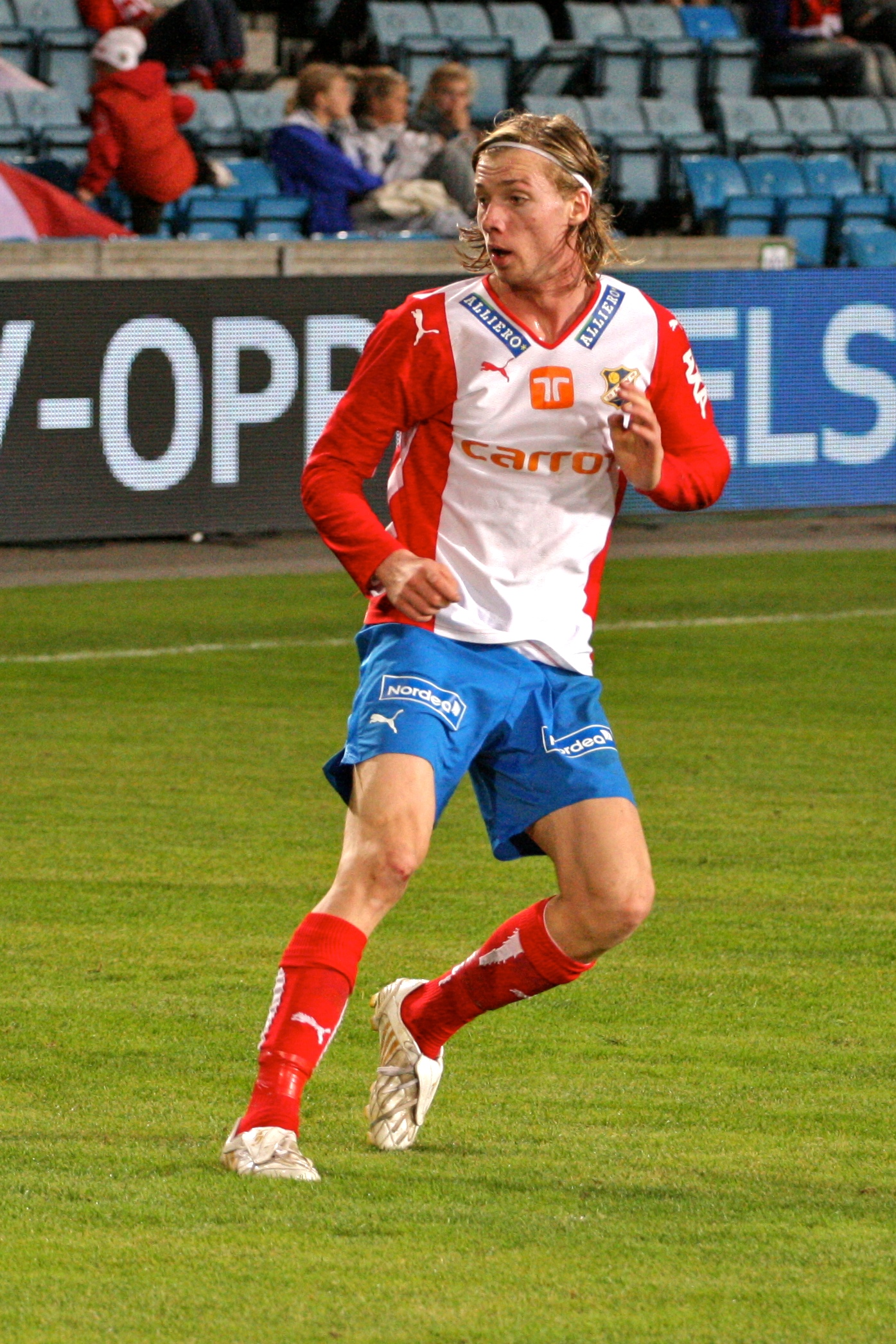
Berget con la maglia del Lyn.

Berget ha iniziato la carriera con la maglia del Lyn Oslo, per cui ha esordito nell'Eliteserien il 23 settembre 2007, sostituendo Erling Knudtzon nella sconfitta per 2-1 in casa del Tromsø. Il 12 maggio 2008 ha segnato una rete ai danni dell'Harstad, in un match valido per l'edizione stagionale del Norgesmesterskapet: il suo Lyn Oslo si è imposto in trasferta per 6-1. Il 28 luglio dello stesso anno, si è trasferito all'Udinese assieme al compagno di squadra Odion Ighalo, a titolo definitivo. Il calciatore è stato ingaggiato per essere aggregato alla formazione primavera del club friulano. Dopo poco più di sei mesi in Italia, però, è tornato in prestito al Lyn, inizialmente fino al 2 agosto 2009. Il 5 aprile 2009 ha siglato così la prima rete nella massima divisione norvegese, nel successo per 2-0 in casa del Bodø/Glimt. In seguito, il prestito è stato esteso a tutta la stagione.
Nell'inverno 2009, l'Udinese ha ceduto in prestito il calciatore allo Strømsgodset. Ha giocato il primo incontro per il nuovo club il 14 marzo 2010, venendo schierato titolare nel successo casalingo per 2-0 sul Kongsvinger. Il 21 marzo è arrivato il primo gol con questa maglia, nel pareggio per 2-2 sul campo dell'Haugesund. Il 14 novembre dello stesso anno, è stato titolare nella finale del Norgesmesterskapet 2010: Berget ha giocato finché non è stato sostituito da Petar Rnkovic e lo Strømsgodset si è aggiudicato l'incontro ed il trofeo con un 2-0 sul Follo. Il 6 gennaio 2011, l'Udinese ha reso noto il rinnovo del prestito del centrocampista allo Strømsgodset per un'altra stagione.
Il 28 luglio 2011, è passato a titolo definitivo al Molde. Ha esordito con questa maglia il 22 agosto, subentrando a Mattias Moström nel successo per 1-0 sul Lillestrøm. Il 2 ottobre ha segnato il primo gol, nel successo per 0-2 sul campo del Tromsø. Ha contribuito così alla vittoria del primo campionato della storia del Molde. Col tempo, è diventato un elemento fondamentale del Molde. Con questa maglia, ha vinto anche il campionato 2012 ed il Norgesmesterskapet 2013.
Il 24 gennaio 2014, il Molde ha ufficializzato la cessione del calciatore al Cardiff City. Nel comunicato, il Molde ha confermato che il giocatore non aveva intenzione di rinnovare il contratto con il club, in scadenza cinque mesi più tardi, e che per questo era stato ceduto. Berget si è legato al Cardiff City per due anni e mezzo e ha scelto la maglia numero 34. Ha esordito in squadra il 15 febbraio, schierato titolare nella sconfitta per 1-2 contro il Wigan, partita valida per il quarto turno della FA Cup 2013-2014. Il debutto in Premier League è arrivato il 22 febbraio, subentrando a Fraizer Campbell nella sconfitta casalinga per 0-4 contro l'Hull City. A fine stagione, il Cardiff City è retrocesso nella Football League Championship.
Il 28 luglio 2014, è passato ufficialmente in prestito agli scozzesi del Celtic, in prestito fino al successivo mese di gennaio. La sua nuova squadra si è riservata anche il diritto di acquistarne le prestazioni a titolo definitivo. Ha debuttato nella Scottish Premier League in data 13 agosto 2014, subentrando a Kris Commons nella vittoria per 0-3 sul campo del St. Johnstone. Il 16 agosto ha segnato le prime reti, con una doppietta nel successo casalingo per 6-1 sul Dundee United. Tornato al Cardiff City dopo che il Celtic non ha esercitato il diritto di riscatto per il calciatore, ha rescisso il contratto che lo legava alla formazione gallese in data 16 gennaio 2015.

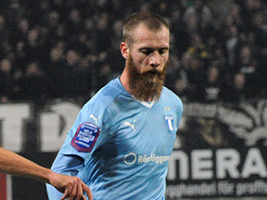
Berget al Malmö FF nel 2015.

Svincolato, il 19 gennaio 2015 ha firmato un contratto triennale con gli svedesi del Malmö FF. Nei tre anni di permanenza di Berget, la squadra ha vinto due titoli nazionali anche grazie alla buona produzione offensiva del centrocampista norvegese, che ha segnato 9 gol nel corso dell'Allsvenskan 2015, 6 nell'edizione 2016 e 10 in quella del 2017 (in cui è stato il miglior marcatore stagionale del Malmö).
Libero da vincoli contrattuali, in data 19 gennaio 2018 è stato tesserato dal New York City, squadra che aveva da poco tesserato anche il suo compagno di squadra al Malmö Anton Tinnerholm. Prima dell'inizio della stagione 2019 ha rescisso consensualmente con la società newyorchese.
Il 7 marzo 2019 ha fatto ritorno al Malmö FF per la sua seconda parentesi personale nel club, accordandosi fino al 31 dicembre 2022. Durante questo periodo ha vinto altri due scudetti svedesi, rispettivamente nel 2020 e nel 2021. Al termine dell'Allsvenskan 2022, che lo ha visto segnare due reti in 22 presenze e che per il Malmö si è chiusa con il settimo posto in classifica, Berget ha dovuto lasciare la squadra poiché la dirigenza ha deciso di non rinnovare il suo contratto in scadenza.
Il 31 agosto 2023 ha firmato un contratto valido fino al termine della stagione con il Sarpsborg 08.

### Nazionale
Berget ha debuttato per la Norvegia under 21 il 5 giugno 2009, venendo schierato titolare nel pareggio per 1-1 in casa dell'Estonia under 21. Il 10 giugno ha segnato la prima rete, nel pareggio casalingo per 2-2 contro la Slovacchia under 21. Il 7 maggio 2013, è stato incluso nella lista provvisoria consegnata all'UEFA dal commissario tecnico Tor Ole Skullerud in vista del campionato europeo Under-21 2013. Il 22 maggio, il suo nome è stato confermato tra i 23 calciatori scelti per la manifestazione. La selezione norvegese ha superato la fase a gironi, per poi venire eliminata dalla Spagna under 21 in semifinale. In base al regolamento, la Norvegia ha ricevuto la medaglia di bronzo in ex aequo con l'Olanda Under-21, altra semifinalista battuta.

## Statistiche

### Presenze e reti nei club
Statistiche aggiornate all'8 marzo 2019.
| Stagione            | Club                | Campionato          | Campionato | Campionato | Coppe nazionali | Coppe nazionali | Coppe nazionali | Coppe continentali | Coppe continentali | Coppe continentali | Supercoppe | Supercoppe | Supercoppe | Totale | Totale |
| Stagione            | Club                | Comp                | Pres       | Reti       | Comp            | Pres            | Reti            | Comp               | Pres               | Reti               | Comp       | Pres       | Reti       | Pres   | Reti   |
| ------------------- | ------------------- | ------------------- | ---------- | ---------- | --------------- | --------------- | --------------- | ------------------ | ------------------ | ------------------ | ---------- | ---------- | ---------- | ------ | ------ |
| 2007                | Lyn Oslo            | ES                  | 3          | 0          | CN              | 0               | 0               | -                  | -                  | -                  | -          | -          | -          | 3      | 0      |
| gen.-lug. 2008      | Lyn Oslo            | ES                  | 2          | 0          | CN              | 2               | 1               | -                  | -                  | -                  | -          | -          | -          | 4      | 1      |
| 2008-gen. 2009      | Udinese             | A                   | 0          | 0          | CI              | 0               | 0               | CU                 | 0                  | 0                  | -          | -          | -          | 0      | 0      |
| 2009                | Lyn Oslo            | ES                  | 27         | 5          | CN              | 4               | 2               | -                  | -                  | -                  | -          | -          | -          | 31     | 7      |
| Totale Lyn Oslo     | Totale Lyn Oslo     | Totale Lyn Oslo     | 32         | 5          |                 | 6               | 3               |                    |                    |                    |            | 0          | 0          | 38     | 8      |
| 2010                | Strømsgodset        | ES                  | 18         | 6          | CN              | 3               | 1               | -                  | -                  | -                  | -          | -          | -          | 21     | 7      |
| gen.-ago. 2011      | Strømsgodset        | ES                  | 13         | 2          | CN              | 1               | 1               | UEL                | 2                  | 0                  | -          | -          | -          | 16     | 3      |
| Totale Strømsgodset | Totale Strømsgodset | Totale Strømsgodset | 31         | 8          |                 | 4               | 2               |                    | 2                  | 0                  |            | 0          | 0          | 37     | 10     |
| ago.-dic. 2011      | Molde               | ES                  | 10         | 2          | CN              | 0               | 0               | -                  | -                  | -                  | -          | -          | -          | 10     | 2      |
| 2012                | Molde               | ES                  | 28         | 8          | CN              | 6               | 2               | UCL+UEL            | 2+7                | 1+2                | SN         | 1          | 0          | 44     | 13     |
| 2013                | Molde               | ES                  | 25         | 7          | CN              | 5               | 1               | UCL+UEL            | 4+2                | 0                  | -          | -          | -          | 36     | 8      |
| Totale Molde        | Totale Molde        | Totale Molde        | 63         | 17         |                 | 11              | 3               |                    | 15                 | 3                  |            | 1          | 0          | 91     | 23     |
| gen.-giu. 2014      | Cardiff City        | PL                  | 1          | 0          | FACup+CdL       | 1+0             | 0               | -                  | -                  | -                  | -          | -          | -          | 2      | 0      |
| lug.-dic. 2014      | Celtic              | PL                  | 4          | 2          | CS+CdL          | 0               | 0               | UCL+UEL            | 3+1                | 0                  | -          | -          | -          | 7      | 2      |
| 2015                | Malmö FF            | A                   | 27         | 9          | CS              | 4               | 2               | UCL                | 12                 | 2                  | -          | -          | -          | 40     | 12     |
| 2016                | Malmö FF            | A                   | 25         | 6          | CS              | 7               | 7               | -                  | -                  | -                  | -          | -          | -          | 32     | 13     |
| 2017                | Malmö FF            | A                   | 25         | 10         | CS              | 2               | 2               | UCL                | 2                  | 0                  | -          | -          | -          | 29     | 12     |
| 2018                | New York City       | MLS                 | 24         | 4          | USOC            | 0               | 0               | -                  | -                  | -                  | -          | -          | -          | 24     | 4      |
| 2019                | Malmö FF            | A                   | 0          | 0          | CS              | 0               | 0               | UEL                | 0                  | 0                  | -          | -          | -          | 0      | 0      |
| Totale Malmö FF     | Totale Malmö FF     | Totale Malmö FF     | 77         | 25         |                 | 13              | 11              |                    | 14                 | 2                  |            | -          | -          | 104    | 37     |
| Totale              | Totale              | Totale              | 228        | 59         |                 | 36              | 20              |                    | 32                 | 5                  |            | 1          | 0          | 297    | 84     |

### Cronologia presenze e reti in nazionale
| Cronologia completa delle presenze e delle reti in nazionale ― Norvegia | Cronologia completa delle presenze e delle reti in nazionale ― Norvegia | Cronologia completa delle presenze e delle reti in nazionale ― Norvegia | Cronologia completa delle presenze e delle reti in nazionale ― Norvegia | Cronologia completa delle presenze e delle reti in nazionale ― Norvegia | Cronologia completa delle presenze e delle reti in nazionale ― Norvegia | Cronologia completa delle presenze e delle reti in nazionale ― Norvegia | Cronologia completa delle presenze e delle reti in nazionale ― Norvegia |
| Data                                                                    | Città                                                                   | In casa                                                                 | Risultato                                                               | Ospiti                                                                  | Competizione                                                            | Reti                                                                    | Note                                                                    |
| ----------------------------------------------------------------------- | ----------------------------------------------------------------------- | ----------------------------------------------------------------------- | ----------------------------------------------------------------------- | ----------------------------------------------------------------------- | ----------------------------------------------------------------------- | ----------------------------------------------------------------------- | ----------------------------------------------------------------------- |
| 18-1-2012                                                               | Bangkok                                                                 | Thailandia                                                              | 0 – 1                                                                   | Norvegia                                                                | Amichevole                                                              | -                                                                       |                                                                         |
| 9-1-2013                                                                | Città del Capo                                                          | Sudafrica                                                               | 0 – 1                                                                   | Norvegia                                                                | Amichevole                                                              | -                                                                       |                                                                         |
| 12-1-2013                                                               | Ndola                                                                   | Zambia                                                                  | 0 – 0                                                                   | Norvegia                                                                | Amichevole                                                              | -                                                                       |                                                                         |
| 15-1-2014                                                               | Abu Dhabi                                                               | Moldavia                                                                | 1 – 2                                                                   | Norvegia                                                                | Amichevole                                                              | -                                                                       |                                                                         |
| 3-9-2015                                                                | Sofia                                                                   | Bulgaria                                                                | 0 – 1                                                                   | Norvegia                                                                | Qual. Euro 2016                                                         | -                                                                       |                                                                         |
| 6-9-2015                                                                | Oslo                                                                    | Norvegia                                                                | 2 – 0                                                                   | Croazia                                                                 | Qual. Euro 2016                                                         | 1                                                                       |                                                                         |
| 10-10-2015                                                              | Oslo                                                                    | Norvegia                                                                | 2 – 0                                                                   | Malta                                                                   | Qual. Euro 2016                                                         | -                                                                       |                                                                         |
| 13-10-2015                                                              | Roma                                                                    | Italia                                                                  | 2 – 1                                                                   | Norvegia                                                                | Qual. Euro 2016                                                         | -                                                                       |                                                                         |
| 12-11-2015                                                              | Oslo                                                                    | Norvegia                                                                | 0 – 1                                                                   | Ungheria                                                                | Qual. Euro 2016                                                         | -                                                                       |                                                                         |
| 15-11-2015                                                              | Budapest                                                                | Ungheria                                                                | 2 – 1                                                                   | Norvegia                                                                | Qual. Euro 2016                                                         | -                                                                       |                                                                         |
| 24-3-2016                                                               | Tallinn                                                                 | Estonia                                                                 | 0 – 0                                                                   | Norvegia                                                                | Amichevole                                                              | -                                                                       |                                                                         |
| 29-3-2016                                                               | Oslo                                                                    | Norvegia                                                                | 2 – 0                                                                   | Finlandia                                                               | Amichevole                                                              | 1                                                                       |                                                                         |
| 31-8-2016                                                               | Oslo                                                                    | Norvegia                                                                | 0 – 1                                                                   | Bielorussia                                                             | Amichevole                                                              | -                                                                       |                                                                         |
| 8-10-2016                                                               | Baku                                                                    | Azerbaigian                                                             | 1 – 0                                                                   | Norvegia                                                                | Amichevole                                                              | -                                                                       |                                                                         |
| 11-10-2016                                                              | Oslo                                                                    | Norvegia                                                                | 4 – 1                                                                   | San Marino                                                              | Qual. Mondiali 2018                                                     | -                                                                       |                                                                         |
| 11-11-2016                                                              | Praga                                                                   | Rep. Ceca                                                               | 2 – 1                                                                   | Norvegia                                                                | Qual. Mondiali 2018                                                     | -                                                                       |                                                                         |
| 10-6-2017                                                               | Oslo                                                                    | Norvegia                                                                | 1 – 1                                                                   | Rep. Ceca                                                               | Qual. Mondiali 2018                                                     | -                                                                       |                                                                         |
| 1-9-2017                                                                | Oslo                                                                    | Norvegia                                                                | 2 – 0                                                                   | Azerbaigian                                                             | Qual. Mondiali 2018                                                     | -                                                                       |                                                                         |
| 4-9-2017                                                                | Stoccarda                                                               | Germania                                                                | 6 – 0                                                                   | Norvegia                                                                | Qual. Mondiali 2018                                                     | -                                                                       |                                                                         |
| 14-11-2017                                                              | Trnava                                                                  | Slovacchia                                                              | 1 – 0                                                                   | Norvegia                                                                | Amichevole                                                              | -                                                                       |                                                                         |
| Totale                                                                  |                                                                         | Presenze                                                                | 20                                                                      |                                                                         | Reti                                                                    | 2                                                                       |                                                                         |

## Palmarès

### Club
- Coppa di Norvegia: 2

Strømsgodset: 2010
Molde: 2013
- Campionato norvegese: 2

Molde: 2011, 2012
- Campionato svedese: 4

Malmö: 2016, 2017, 2020, 2021
- Superfinalen: 1

Molde: 2012
- Coppa di Svezia: 1

Malmö: 2021-2022